# Tulayha
Tulayha ibn Khuwaylid ibn Nawfal al-Asadi (Arabisch: طليحة بن خويلد بن نوفل الأسدي) war ein wohlhabender arabischer Clanchef und Militärbefehlshaber zur Zeit Mohammeds; er gehörte zum Stamm der Banu Asad ibn Khuzaymah.

## Leben
Er rebellierte 631 gegen Muhammad, als er behauptete, ein Prophet und Empfänger göttlicher Offenbarung zu sein. Somit wurde Tulayha die dritte Person, die unter den Arabern das Prophetentum beanspruchte  gegen Mohammed. Viele Stämme erkannten ihn als Propheten an, was ihn stark und mächtig machte, und ihn ermöglichte einen Bund zahlreicher Stämme gegen die Muslime anzuführen.
Im Juli 632 stellte Abu Bakr eine Armee hauptsächlich aus Banū Hāschim auf, einem Clan innerhalb des Stammes der Quraysh. Ali ibn Abi Talib, Talha ibn Ubaidullah und az-Zubair ibn al-ʿAuwām wurden jeweils zum Kommandeur von einem Drittel der neuen ernannt organisierte Kraft. Sie kämpften in der Schlacht von Dhu Qissa gegen die Truppen von Tulayha und seine Anhänger, als sie sich während der Ridda-Kriege auf einen Angriff auf Medina vorbereiteten. Die islamischen Kommandeure hielten durch, bis sie von Abu Bakr verstärkt wurden. Tulayha wurde besiegt und seine Streitkräfte wurden nach Zhu Hussa zurückgedrängt.
Danach wurde Khalid ibn al-Walid geschickt, um ihn und seine Verbündeten zu vernichten. Die Armeen von Khalid und Tulayha trafen 632 an einem Ort namens Schlacht von Buzakha aufeinander. In diesem Gefecht wurde die Armee von Tulayha in der Schlacht von Buzakha besiegt. Nach dieser Schlacht ergaben sich viele der rebellischen Stämme und akzeptierten den Islam. Tulayha floh jedoch aus Buzakha und suchte Zuflucht in Syrien. Doch als Syrien von den Muslimen erobert wurde, akzeptierte Tulayha den Islam.
Im Jahr 634 huldigte er Umar persönlich, nachdem dieser die Position des Kalifen übernommen hatte. Später beteiligte sich Tulayha mit Begeisterung am Feldzug gegen das Sassanidenreich in der Schlacht von Jalula, der Schlacht von al-Qādisīya und der  Schlacht bei Nehawand.
Tulayha wurde in der letzten Schlacht bei Nehawand getötet. Seine Leistung war jedoch ausschlaggebend für den Sieg der Muslime in dieser Schlacht.